# Lékoni
Lékoni è un centro abitato del Gabon, situato nella provincia di Haut-Ogooué.